# Jeu de Phlyax
 (février 2016).

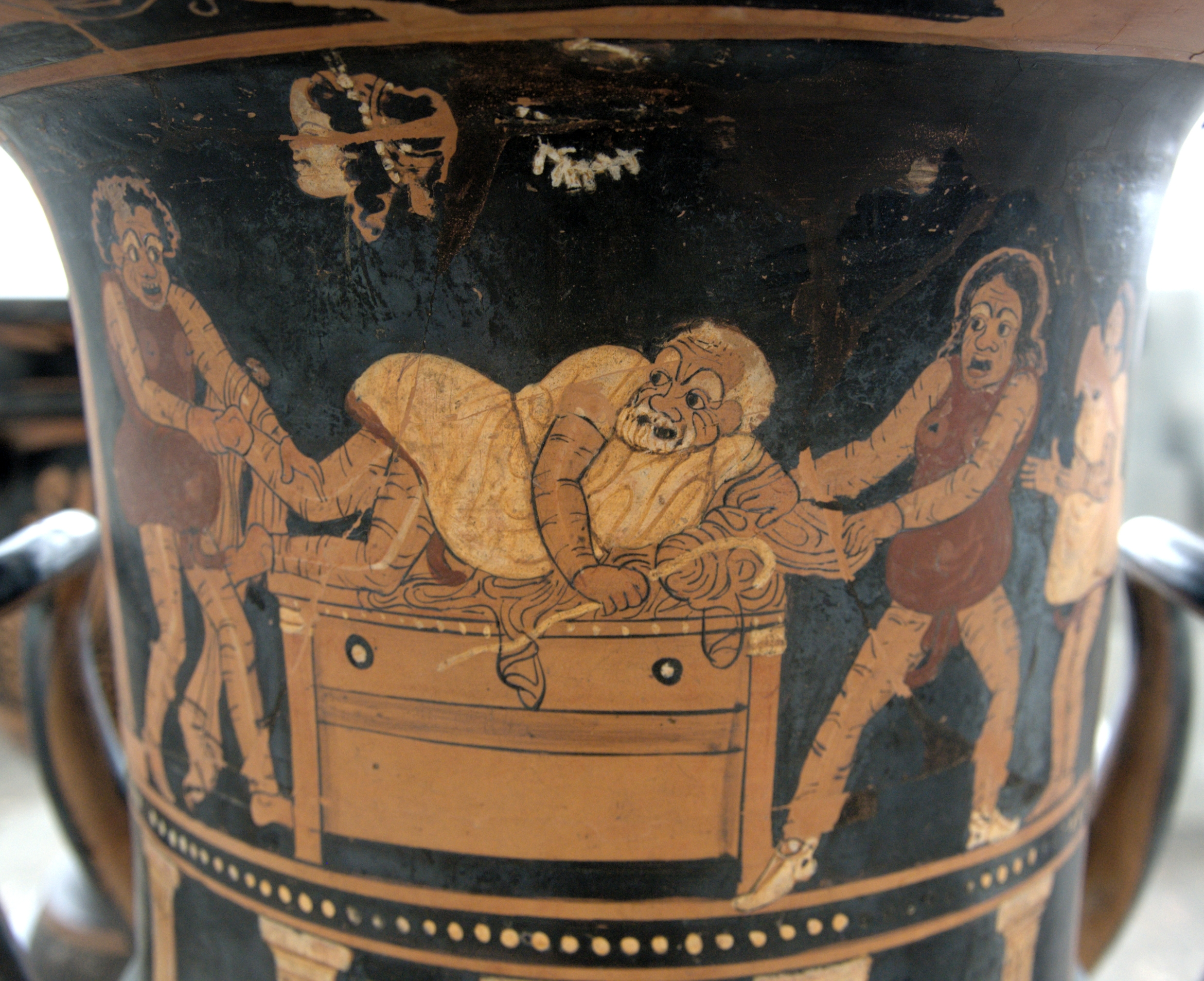
Trois hommes dévalisant un avare dans sa maison, dans une scène d'une pièce de Phlyax peinte par Asteas (350-340 av. J.-C.).

Le jeu de Phlyax (en grec ancien φλύαξ) était une forme de théâtre burlesque qui s'est développée dans les colonies grecques de la Grande-Grèce au IVe siècle av. J.-C. C'est une sorte de tragi-comédie. Son nom dérive des phlyakes, ou « commères », du verbe φλυαρέω, « bavarder », en dialecte dorien. Sur la base des titres de pièces conservés, on a déduit que c'était une forme de burlesque mythologique, qui mélangeait les figures du panthéon grec avec les personnages et situation types de la comédie nouvelle.
On connaît les noms de 5 auteurs seulement : Rhinthon, Sciras de Tarente, Blaesus de Capi, Sopater de Paphos et Héraclide. Des pièces elles-mêmes ne survivent que des titres et quelques fragments. On pense qu'un nombre important de vases grecs d'Italie du Sud (en) représentent des scènes des jeux de Phlyax, ce qui donne naissance à de nouvelles hypothèses sur la typologie du théâtre grec antique.

## Caractéristiques du genre

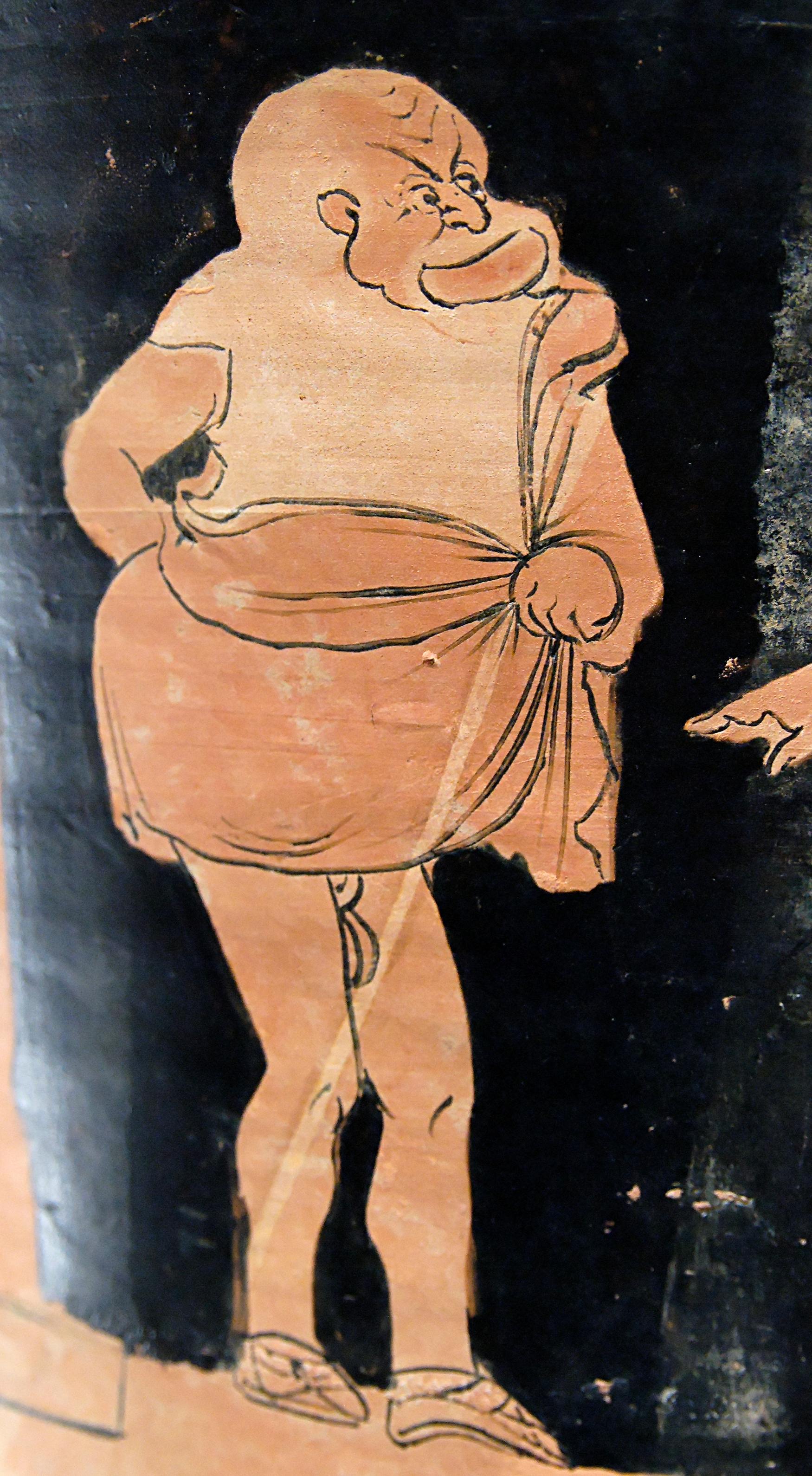
Un acteur de Phlyax jouant un esclave dans un calice d'un cratère sicilien par un peintre du groupe de Manfria-Lentini, vers 350–340 av. J.-C. (Musée du Louvre).

## Les peintures sur les vases
Les vases « phlyaques » sont une des sources principales sur ce genre. En 1967, 185 vases de ce type avaient été identifiés. Comme nous n'avons guère retrouvé des illustrations du genre théâtral, en particulier de la comédie, ailleurs que dans les ateliers de l'Italie du Sud, on a pensé qu'ils dépeignaient une tradition théâtrale locale particulière. Cette hypothèse fut avancée pour la première fois par H. Heydemann dans son ouvrage Die Phlyakendarstellungen der bemalten Vasen en 1886. Cependant, la recherche des XXe et XXIe siècles, en particulier l'œuvre de Oliver Taplin (en), ont semé le doute sur cette vision des choses, en les considérant plutôt comme des illustrations de la vieille comédie attique. Les vases apparaissent pour la première fois à la fin du Ve siècle av. J.-C., mais la plupart datent du IVe siècle av. J.-C. Ils représentent des personnages grotesques, les masques et les accessoires de comédie, comme les échelles, les paniers, et les fenêtres ouvertes. Environ un quart d'entre eux dépeignent une scène en bois basse et temporaire, mais on débat pour savoir si elle était utilisée dans la réalité. Certains y voient une représentation assez littérale de la réalité, tandis que d'autres affirment qu'elle relève de l'interprétation du peintre.
Certains chercheurs considèrent que les vases représentent la comédie ancienne. Le Wurzburg Telephus Travestitus vase (cratère en cloche, H5697) fut reconnu comme un vase phlyaque en 1980, mais Csapo et Taplin, considérant dès lors le vase comme une preuve que la vieille comédie attique avait continué à être jouée à l'extérieur d'Athènes après la mort d'Aristophane, ont émis indépendamment l'hypothèse qu'il représentait plutôt les Thesmophories d'Aristophane.

## Typologie des personnages
Les personnages sur les vases phlyaques se divisent dans plusieurs catégories qui correspondent aux sujets et aux thématiques spécifiques décrites sur les vases. 
Il y a des personnages qui correspondent aux des scènes de la vie quotidienne comme les acteurs, les esclaves et leurs maîtres, les boxeurs, les voleurs, les soldats, les jeunes hétaïres ou et les vieilles femmes.

### Éditions
- (la) Rudolf Kassel et Colin Austin, Poetae Comici Graeci, vol. I, 2001, p. 257-288.

### Études
- (en) Klaus Neiiendam, Art of Acting Antiquity: Iconographical Studies in Classical, Hellenistic and Byzantine Theatre
- (en) Oliver Taplin, Comic Angels: And Other Approaches to Greek Drama Through Vase-Paintings.
- (en) Arthur Dale Trendall, Phlyax Vases, 1967
- (en) AD Trendall et TBL Webster, Monuments Illustrating Greek Drama, 1971
- Alexa Piqueux, « Le corps comique sur les vases « phlyaques » et dans la comédie attique », Pallas, vol. 71,‎ 2006 (lire en ligne)
- Alexa Piqueux, « Comédie ancienne et vases « phlyaques » : un rapport problématique », Pallas, vol. 67,‎ 2005 (lire en ligne)